# Elsie de Wolfe
Elsie de Wolfe (También conocida como Lady Mendl; Nueva York, 20 de diciembre de 1865 - 12 de julio de 1950) fue pionera del arte de decoración de interiores en los Estados Unidos.
Su padre era médico y su madre era canadiense de ascendencia escocesa. En 1881, la enviaron a Escocia para que acabara sus estudios, en 1895 hizo su presentación en sociedad, siendo presentada a la reina Victoria I. 
Al volver a Estados Unidos, ingresó en el mundo de la moda. En 1887 conoció a Elisabeth Marbury, que se convirtió en su pareja en los siguientes cuarenta años. 
Comenzó su carrera profesional en el teatro, en 1890, tras la muerte de su padre. Fue miembro del Imperio Stock Company, y luego formó su propia compañía. En el escenario, ella no fue ni un fracaso total ni un gran éxito; un crítico la llamó el principal exponente de... el peculiar arte del buen uso de la ropa.. En 1904, abandonó definitivamente la escena, iniciando una brillante carrera como decoradora de interiores, teniendo como clientes a personajes tales como Oscar Wilde, George Bernard Shaw y J.M. Barrie.